# قائمة أفضل عشر روايات سورية ما قبل 2000
هذه قائمة تضمّ أفضلَ عشر روايات سورية في القرن العشرين حسبَ اتحاد الناشرين العرب واتحاد الكتاب السوريين [بحاجة لمصدر]وهي دون ترتيب ممنهج:
| الرواية                | الكاتب             | المرجع |
| ---------------------- | ------------------ | ------ |
| قلوب على الأسلاك       | عبد السلام العجيلي |        |
| رحلة بين الليل والصباح | رفيق شامي          | [ 1 ]  |
| تياترو 1949            | فواز حداد          | [ 2 ]  |
| ثلاثية التحولات        | خيري الذهبي        | [ 3 ]  |
| قصر المطر              | ممدوح عزام         | [ 4 ]  |
| مدارات الشرق           | نبيل سليمان        | [ 5 ]  |
| الوباء                 | هاني الراهب        | [ 6 ]  |
| وليمة لأعشاب البحر     | حيدر حيدر          | [ 7 ]  |
| طائر الحوم             | حليم بركات         | [ 8 ]  |
| الشراع والعاصفة        | حنا مينا           | [ 9 ]  |